# Panpsychizm
Panpsychizm – doktryna filozoficzna głosząca, że każda rzecz ma swój umysłowy czy wewnętrzno-psychiczny aspekt. Niewielu z panpsychistów podpisałoby się pod tezą, iż wszystko obdarzone jest umysłem, łącznie z kijami i kamieniami, znacznie częściej powiadają oni, że rzeczom właściwe są różne stopnie wewnętrznych, subiektywnych, czy quasi-świadomościowych aspektów, w pewnych przypadkach podobnych do naszej świadomości. W pełni rozwiniętymi umysłami dysponowałyby jedynie obiekty o złożoności zbliżonej do złożoności człowieka. Jednak nie jest łatwo precyzyjnie określić, w jakim stopniu wszystkim rzeczom czasoprzestrzennym mają przysługiwać takie subiektywne, umysłowe aspekty. W większości przypadków stanowisko to jest głoszone przez tych, którzy kwestionują możliwość,  aby to, co umysłowe, miałoby być powodowane czy budowane z czynników wyzbytych jakichkolwiek jakości umysłowych.
W myśli zachodniej ostatnich stuleci idee panpsychizmu wyrażali między innymi:
- Baruch Spinoza,
- Gottfried Leibniz,
- Arthur Schopenhauer,
- William James,
- Alfred North Whitehead,
- Carl Jung.